# قصعين أنيق
قصعين أنيق (الاسم العلمي:Salvia elegans) هو نوع نباتي يتبع جنس القصعين من فصيلة الشفوية.